# Ford Model R
O Ford Model N foi um carro produzido pela Ford Motor Company. Foi lançado em 1906 como sucessor dos modelos A, C e F. Foram produzidas 13.250 unidades entre 1906 e 1908.